# Stazione di Olmi Spercenigo
Stazione di Olmi-Spercenigo vasútállomás Olaszországban, Veneto régióban, San Biagio di Callalta településen.

## Vasútvonalak
Az állomást az alábbi vasútvonalak érintik:
- Treviso-Portogruaro-vasútvonal

## Kapcsolódó állomások
A vasútállomáshoz az alábbi állomások vannak a legközelebb: 
- Stazione di Treviso Centrale
- Stazione di San Biagio di Callalta